# Бойова бригада
Бойова бригада (англ. The Librarians) — американський бойовик 2003 року.

## Сюжет
Бойова бригада Саймона Шоу займається пошуком зниклих людей. Його хлопці однаково вправно орудують в джунглях і на фешенебельних курортах, і цього разу їм буде потрібно вся їх майстерність. Взявшись за розшук онучки мільйонера Кларка, Саймон виходить на слід холоднокровного вбивці — інтелектуала, невразливого мафіозі Маркоса. Схоже, цей фанат боїв без правил займається работоргівлею, але щоб втертися до нього в довіру, Саймону доведеться виставити проти його непереможного бійця одного зі своїх напарників. Операція з самого початку обіцяє бути важкою, але Саймон ще не знає, що в оточенні Маркоса у нього є таємний союзник.

## У ролях
| Актор                    | Роль                 |
| ------------------------ | -------------------- |
| Вільям Форсайт           | Саймон               |
| Еріка Еленьяк            | Сенді                |
| Ендрю Дівофф             | Маркос               |
| Деніел Бернхард          | Тошко                |
| Крістофер Аткінс         | Рінго                |
| Аморі Ноласко            | G-Man                |
| Маттіас Г'юз             | Кіро                 |
| Ед Лотер                 | Джон Стронг          |
| Майкл Паркс              | Вільям Кларк         |
| Расселл Крістофер Ганьон | Лео                  |
| Ребекка Форсайт          | Меган                |
| Марк Фолі                | Republican Fairchild |
| Нікі Арвісо              | дівчина 1            |
| Джон Баттіста            | швейцар              |
| Том Ейкос                | боєць на рингу 2     |
| Діана Беррі              | таксист              |
| Роберт Кейт              |                      |
| Нік Дж. Міллер           | Хосе                 |
| Джеррі Асчьоне           | Techno Boy           |
| Анджела Даун             | ірландська дівчина   |
| Майк Гузман              | Bar Patron           |
| Денніс Хейден            | викидайло            |
| Роберт Кеністон          | паркувльник 1        |
| Берт Рейнолдс            | ірландець            |
| Сара Уріч                | модель               |